# Galatasaray Istanbul/Saison 1990/91
Die Saison 1990/91 von Galatasaray Istanbul war die 83. Saison in der Vereinsgeschichte und die 33. Saison in der türkischen Liga, der 1. Lig. Der Klub beendete die Saison auf dem 2. Platz. Die Türkiye Kupası gewann Galatasaray Istanbul zum neunten Mal.

## Personalien

### Kader
| Nat.                                           | Name               | Geburtsdatum  | im Verein seit | vorheriger Verein     |
| Torhüter                                       | Torhüter           | Torhüter      | Torhüter       | Torhüter              |
| ---------------------------------------------- | ------------------ | ------------- | -------------- | --------------------- |
| Turkei                                         | Nezih Ali Boloğlu  | 4. Aug. 1964  | 1990           | Gençlerbirliği Ankara |
| Turkei                                         | Hayrettin Demirbaş | 26. Juni 1963 | 1986           | Afyonspor             |
| Turkei                                         | Murat Yılmaz       | 17. Juni 1972 | 1990           | eigene Jugend         |
| Abwehr                                         |                    |               |                |                       |
| Turkei                                         | Taner Alpak        | 27. Nov. 1967 | 1990           | Fatih Karagümrük SK   |
| Turkei                                         | Yusuf Altıntaş     | 7. Aug. 1961  | 1984           | Kocaelispor           |
| Turkei                                         | İsmail Demiriz     | 1. Apr. 1962  | 1984           | Gençlerbirliği Ankara |
| Turkei                                         | Bülent Korkmaz     | 24. Nov. 1968 | 1987           | eigene Jugend         |
| Turkei                                         | Mert Korkmaz       | 16. Aug. 1971 | 1990           | eigene Jugend         |
| Turkei                                         | Erhan Önal         | 3. Sep. 1957  | 1985           | Türkgücü München      |
| Turkei                                         | Cüneyt Tanman      | 16. Jan. 1956 | 1976           | Giresunspor           |
| Mittelfeld                                     |                    |               |                |                       |
| Turkei                                         | Muhammed Altıntaş  | 30. März 1964 | 1986           | Edirnespor            |
| Turkei                                         | Tayfun Hut         | 19. Juli 1967 | 1990           | Muğlaspor             |
| Turkei                                         | Tugay Kerimoğlu    | 24. Aug. 1970 | 1987           | eigene Jugend         |
| Jugoslawien Sozialistische Föderative Republik | Dževat Prekazi     | 18. Aug. 1957 | 1985           | Hajduk Split          |
| Turkei                                         | Metin Yıldız       | 24. Nov. 1960 | 1978           | eigene Jugend         |
| Turkei Niederlande                             | Mustafa Yücedağ    | 25. Apr. 1966 | 1990           | Sarıyer SK            |
| Angriff                                        |                    |               |                |                       |
| Turkei                                         | Tanju Çolak        | 10. Nov. 1963 | 1987           | Samsunspor            |
| Turkei                                         | Erdal Keser        | 20. Juni 1961 | 1989           | Sarıyer SK            |
| Polen                                          | Roman Kosecki      | 15. Feb. 1966 | 1990           | Legia Warschau        |
| Rumänien                                       | Iosif Rotariu      | 27. Sep. 1962 | 1990           | Steaua Bukarest       |
| Turkei                                         | Uğur Tütüneker     | 2. Aug. 1963  | 1986           | FC Bayern München     |
| Turkei                                         | Hasan Vezir        | 7. Sep. 1962  | 1989           | Rizespor              |

#### Transfers
| Zugänge | Abgänge |
| --- | --- |
| Sommer 1990 - Ceylan Arıkan (Kuşadasıspor) w.a. - Taner Alpak (Fatih Karagümrük SK) - Taner Alptekin (Ajax Amsterdam U19) - Nezih Ali Boloğlu (Gençlerbirliği Ankara) - Yücel Çolak (Sakaryaspor) - Vahit Dumanova (eigene Jugend) - Tayfun Hut (Muğlaspor) - Mert Korkmaz (eigene Jugend) - Roman Kosecki (Legia Warschau) - Iosif Rotariu (Steaua Bukarest) - Zijad Švrakić (MKE Ankaragücü) w.a. - Metin Yıldız (Zeytinburnuspor) w.a. - Murat Yılmaz (eigene Jugend) - Mustafa Yücedağ (Sarıyer SK) - Ulrich Watson (SV Robinhood) | Sommer 1990 - Ceylan Arıkan (Sakaryaspor) a. - Yücel Çolak (Çengelköyspor) - Savaş Demiral (Konyaspor) a. - Selahattin Gözoğlu (Edirnespor) a. - Serhat Güller (MKE Ankaragücü) a. - Zekir Keskin (Eskişehirspor) a. - Savaş Koç (Gaziantepspor) - Zoran Simović (Karriere beendet) - Zijad Švrakić (MKE Ankaragücü) - Ulrich Watson (Heracles Almelo) - Semih Yuvakuran (Fenerbahçe Istanbul) Winter 90/91 - Bülent Alkılıç (Zeytinburnuspor) a. - Taner Alptekin (Ajax Amsterdam II) - Vahit Dumanova (Vefa Istanbul) a. - İlyas Tüfekçi (Zeytinburnuspor) a. |

## Spielkleidung
| Heim | Auswärts | Ausweich |

- Ausrüster: Adidas
- Trikotsponsor: TürkBank

## Saison
Alle Ergebnisse aus Sicht von Galatasaray Istanbul.
Die Tabelle listet alle 1.-Lig-Spiele des Vereins der Saison 1990/91 auf. Siege sind grün, Unentschieden gelb und Niederlagen rot markiert.

### 1. Lig
| ST | Datum              | Gegner                | Ort                              | Ergebnis  | Tor(e) für Galatasaray Istanbul | Karte(n) für Galatasaray Istanbul                               |
| -- | ------------------ | --------------------- | -------------------------------- | --------- | --- | --------------------------------------------------------------- |
| 01 | 25. August 1990    | Boluspor              | Ali Sami Yen Stadyumu, Istanbul  | 1:1 (1:0) | 1:0 Rotariu (41.) | keine                                                           |
| 02 | 2. September 1990  | Zeytinburnuspor       | Ali Sami Yen Stadyumu, Istanbul  | 1:0 (0:0) | 1:0 Çolak (74.) | keine                                                           |
| 03 | 9. September 1990  | Konyaspor             | Ali Sami Yen Stadyumu, Istanbul  | 2:1 (1:0) | 1:0 Vezir (3.), 2:0 Tütüneker (66.) | M. Altıntaş (70.)                                               |
| 04 | 16. September 1990 | MKE Ankaragücü        | 19 Mayıs Stadı, Ankara           | 1:0 (1:0) | 1:0 M. Altıntaş (24.) | keine                                                           |
| 05 | 22. September 1990 | Sarıyer SK            | Ali Sami Yen Stadyumu, Istanbul  | 5:1 (2:0) | 1:0 Yücedağ (24.), 2:0 Vezir (44.), 3:0 Çolak (62.), 4:0 Yücedağ (85.), 5:1 Çolak (90.)                                                     | Y. Altıntaş (75.)                                               |
| 06 | 29. September 1990 | Trabzonspor           | Hüseyin Avni Aker Stadı, Trabzon | 0:3 (0:2) | keine | Rotariu (69.), Yıldız (84.)                                     |
| 07 | 7. Oktober 1990    | Karşıyaka SK          | Ali Sami Yen Stadyumu, Istanbul  | 6:1 (3:0) | 1:0 Prekazi (19.), 2:0 Vezir (28.), 3:0 Çolak (37. Foulelfmeter), 4:0 M. Altıntaş (51.), 5:0 Prekazi (65.), 6:0 Çolak (69.)                 | keine                                                           |
| 08 | 20. Oktober 1990   | Bursaspor             | Atatürk Stadı, Bursa             | 1:0 (0:0) | 1:0 Çolak (61.) | Y. Altıntaş (50.), Çolak (66.), M. Altıntaş (75.), Yıldız (89.) |
| 09 | 27. Oktober 1990   | Bakırköyspor          | Ali Sami Yen Stadyumu, Istanbul  | 2:1 (1:1) | 1:0 Tütüneker (8.), 2:1 Çolak (54.) | M. Altıntaş (78.)                                               |
| 10 | 4. November 1990   | Adanaspor             | 5 Ocak Stadı, Adana              | 2:2 (1:2) | 1:1 Demiriz (12.), 2:2 Yücedağ (86.) | Y. Altıntaş (43.), Tanman (89.), Prekazi (90.)                  |
| 11 | 17. November 1990  | Gençlerbirliği Ankara | Ali Sami Yen Stadyumu, Istanbul  | 2:0 (1:0) | 1:0 Çolak (2. Foulelfmeter), 2:0 Prekazi (68.)                                                                                              | Tanman (26.), Demiriz (31.)                                     |
| 12 | 24. November 1990  | Beşiktaş Istanbul     | İnönü Stadı, Istanbul            | 1:1 (1:0) | 1:0 Çolak (16.) | Çolak (10.)                                                     |
| 13 | 1. Dezember 1990   | Fenerbahçe Istanbul   | İnönü Stadı, Istanbul            | 2:1 (1:0) | 1:0 Çolak (6.), 2:1 Çolak (76.) | B. Korkmaz (4.), Demiriz (12.), Çolak (18.), Y. Altıntaş (18.)  |
| 14 | 9. Dezember 1990   | Gaziantepspor         | Ali Sami Yen Stadyumu, Istanbul  | 1:0 (1:0) | 1:0 Yıldız (44.) | Demiriz (52.), Keser (75.)                                      |
| 15 | 15. Dezember 1990  | Aydınspor             | Adnan Menderes Stadı, Aydın      | 2:1 (0:0) | 1:0 Keser (77.) , 2:0 Vezir (78.) | M. Altıntaş (18.), B. Korkmaz (22.)                             |
| 16 | 27. Januar 1991    | Boluspor              | Şehir Stadı, Bolu                | 0:1 (0:0) | keine | Demiriz (42.)                                                   |
| 17 | 9. Februar 1991    | Konyaspor             | Atatürk Stadı, Konya             | 1:1 (0:0) | 1:1 Tütüneker (82.) | Kosecki (40.), Yıldız (67.)                                     |
| 18 | 17. Februar 1991   | MKE Ankaragücü        | Ali Sami Yen Stadyumu, Istanbul  | 0:0       | keine | keine                                                           |
| 19 | 20. Februar 1991   | Zeytinburnuspor       | Ali Sami Yen Stadyumu, Istanbul  | 2:2 (1:1) | 1:0 Çolak (12.), 2:2 Demiriz (83.) | Kosecki (39.)                                                   |
| 20 | 24. Februar 1991   | Sarıyer SK            | Fenerbahçe Stadı, Istanbul       | 2:2 (1:1) | 1:0 Çolak (29.), 2:1 Çolak (53. Foulelfmeter)                                                                                               | keine                                                           |
| 21 | 2. März 1991       | Trabzonspor           | Ali Sami Yen Stadyumu, Istanbul  | 2:1 (2:1) | 1:1 Çolak (40.), 2:1 Çolak (43. Foulelfmeter), 3:1 Çolak (77.)                                                                              | Y. Altıntaş (26.), Kosecki (46.), Çolak (58.)                   |
| 22 | 10. März 1991      | Karşıyaka SK          | İzmir Atatürk Stadı, Izmir       | 2:1 (0:0) | 1:0 M. Altıntaş (60.), 2:1 Çolak (70.) | Tütüneker (85.), Tanman (86.)                                   |
| 23 | 17. März 1991      | Bursaspor             | Ali Sami Yen Stadyumu, Istanbul  | 2:1 (0:0) | 1:1 Keser (57.), 2:1 Keser (70.) | keine                                                           |
| 24 | 24. März 1991      | Bakırköyspor          | Fenerbahçe Stadı, Istanbul       | 2:0 (1:0) | 1:0 Çolak (21.), 2:0 Çolak (52.) | B. Korkmaz (33.), Hut (80.)                                     |
| 25 | 30. März 1991      | Adanaspor             | Ali Sami Yen Stadyumu, Istanbul  | 5:2 (2:0) | 1:0 B. Korkmaz (30.), 2:0 Çolak (34.), 3:1 Kosecki (51.), 4:2 Çolak (78.), 5:2 Kosecki (82.)                                                | Keser (85.)                                                     |
| 26 | 7. April 1991      | Gençlerbirliği Ankara | 19 Mayıs Stadı, Ankara           | 3:0 (1:0) | 1:0 Kosecki (27.), 2:0 M. Altıntaş (68.), 3:0 Çolak (78.)                                                                                   | keine                                                           |
| 27 | 20. April 1991     | Beşiktaş Istanbul     | Ali Sami Yen Stadyumu, Istanbul  | 2:3 (2:2) | 1:0 Çolak (5.), 2:0 Güveneroğlu (18. Eigentor)                                                                                              | Prekazi (36.), Y. Altıntaş (73.)                                |
| 28 | 4. Mai 1991        | Fenerbahçe Istanbul   | Ali Sami Yen Stadyumu, Istanbul  | 4:1 (1:0) | 1:0 Kosecki (42., 2:0 Çolak (53.), 3:0 Keser (54.), 4:0 Çolak (74.)                                                                         | Kerimoğlu (21.), Y. Altıntaş (27.)                              |
| 29 | 12. Mai 1991       | Gaziantepspor         | Kamil Ocak Stadı, Gaziantep      | 0:1 (0:1) | keine | M. Altıntaş (50.)                                               |
| 30 | 19. Mai 1991       | Aydınspor             | Ali Sami Yen Stadyumu, Istanbul  | 6:2 (2:1) | 1:0 Çolak (26. Foulelfmeter), 2:1 Çolak (37. Foulelfmeter), 3:1 Çolak (66.), 4:1 Çolak (77. Foulelfmeter), 5:1 Çolak (81.), 6:2 Vezir (88.) | keine                                                           |

### Türkiye Kupası
| Runde         | Datum             | Gegner            | Ort                             | Ergebnis                        | Tor(e) für Galatasaray Istanbul                | Karte(n) für Galatasaray Istanbul            |
| ------------- | ----------------- | ----------------- | ------------------------------- | ------------------------------- | ---------------------------------------------- | -------------------------------------------- |
| Achtelfinale  | 23. Dezember 1990 | Konyaspor         | Atatürk Stadı, Konya            | 1:0 (0:0)                       | 1:0 Prekazi (85.)                              | keine                                        |
| Viertelfinale | 13. Februar 1991  | Beşiktaş Istanbul | İnönü Stadı, Istanbul           | 2:2 n. V., 5:4 i. E. (1:1, 1:0) | 1:0 Tütüneker (18.), 2:1 Y. Altıntaş (98.)     | Kosecki (21.), Y. Altıntaş (117.)            |
| Halbfinale    | 13. März 1991     | Trabzonspor       | Ali Sami Yen Stadyumu, Istanbul | 2:1 n. V. (1:1, 0:0)            | 1:0 Keser (48.), 2:1 Çolak (109. Foulelfmeter) | Keser (66.), Kosecki (70.), B. Korkmaz (76.) |

#### Finale
| Paarung              | MKE Ankaragücü – Galatasaray Istanbul |
| Ergebnis             | 1:3 n. V. (1:1, 1:1) |
| Datum                | 8. Mai 1991 um 17:00 Uhr |
| Stadion              | Atatürk Stadı, Izmir |
| Schiedsrichter       | Hasan Ceylan (Izmir) |
| Tore                 | 1:0 Cengiz Alp (17. Güller) 1:1 Tanju Çolak (18. Tütüneker) 1:2 Uğur Tütüneker (106. Prekazi) 1:3 Tugay Kerimoğlu (120. Rotariu) |
| MKE Ankaragücü       | Rade Zalad – Serhat Güller, Erhan Çağlayan, Bahaddin Güneş, Ergün Yücel (107. ) – Sinan Engin (105. ), Abdullah Duran, Cengiz Alp, Hayati Soydaş – Hayrettin Kılıç, Sead Sabotic Ersatzbank: Tarık Üstün (107. ), Beyzat Kaya (105. ), Arif Peçenek, Mehmet Ali Kökoğlu, İsa Turan Cheftrainer: Samet Aybaba                   |
| Galatasaray Istanbul | Hayrettin Demirbaş – Bülent Korkmaz, Cüneyt Tanman , Yusuf Altıntaş, Metin Yıldız – Tugay Kerimoğlu, Muhammet Altıntaş, Uğur Tütüneker (115. ) – Tanju Çolak, Erdal Keser, Hasan Vezir (55. ) Ersatzbank: Nezih Ali Boloğlu, Erhan Önal, Tayfun Hut, Iosif Rotariu (115. ), Dževat Prekazi (55. ) Cheftrainer: Mustafa Denizli |
| Gelbe Karten         | Cengiz Alp (25.), Bahaddin Güneş (60.), Ergün Yücel (72.) – Bülent Korkmaz (11.), Yusuf Altıntaş (29.), Tugay Kerimoğlu (51.), Uğur Tütüneker (71.) |

### Cumhurbaşkanlığı Kupası
| Beşiktaş Istanbul (Meister)                          | Beşiktaş Istanbul (Meister) | Galatasaray Istanbul (Pokalsieger) | Galatasaray Istanbul (Pokalsieger) |
| ---------------------------------------------------- | --- | --- | ---------------------------------- |
| Beşiktaş Istanbul (Meister)                          | \| 26. Mai 1991 um 17:00 Uhr in Ankara (19 Mayıs Stadı) \| \| Ergebnis: 0:1 (0:0) \| \| Schiedsrichter: Ahmet Çakar \| \| Spielbericht \| | \| 26. Mai 1991 um 17:00 Uhr in Ankara (19 Mayıs Stadı) \| \| Ergebnis: 0:1 (0:0) \| \| Schiedsrichter: Ahmet Çakar \| \| Spielbericht \| | Galatasaray Istanbul (Pokalsieger) |
| Beşiktaş Istanbul (Meister)                          | Engin İpekoğlu – Kadir Akbulut, Gökhan Keskin, Recep Çetin, Ulvi Güveneroğlu – Rıza Çalımbay , Mehmet Özdilek, Alan Walsh, Metin Tekin – Feyyaz Uçar, Ali Gültiken Ersatzbank: Metin Akçevre, Hamit Yüksel, Mutlu Topçu, Turan Uzun, Şenol Fidan Cheftrainer: Gordon Milne ( England) | Hayrettin Demirbaş – Bülent Korkmaz, Cüneyt Tanman , Yusuf Altıntaş – Tugay Kerimoğlu, Metin Yıldız, Muhammet Altıntaş, Uğur Tütüneker – Iosif Rotariu (65. ), Roman Kosecki, Tanju Çolak Ersatzbank: Nezih Ali Boloğlu, Erhan Önal, Tayfun Hut, Dževat Prekazi (65. ), Hasan Vezir Cheftrainer: Mustafa Denizli | Galatasaray Istanbul (Pokalsieger) |
| Beşiktaş Istanbul (Meister)                          | 0:1 Roman Kosecki (77. M. Altıntaş) | | Galatasaray Istanbul (Pokalsieger) |
| Beşiktaş Istanbul (Meister)                          | Kadir Akbulut (18.), Ali Gültiken (60.), Gökhan Keskin (89.) | Roman Kosecki (24.), Yusuf Altıntaş (50.), Dževat Prekazi (83.) | Galatasaray Istanbul (Pokalsieger) |
| 26. Mai 1991 um 17:00 Uhr in Ankara (19 Mayıs Stadı) | | |                                    |
| Ergebnis: 0:1 (0:0)                                  | | |                                    |
| Schiedsrichter: Ahmet Çakar                          | | |                                    |
| Spielbericht                                         | | |                                    |

### TSYD Kupası
| Datum           | Gegner              | Ort                        | Ergebnis  | Tor(e) für Galatasaray Istanbul                      | Karte(n) für Galatasaray Istanbul |
| --------------- | ------------------- | -------------------------- | --------- | ---------------------------------------------------- | --------------------------------- |
| 11. August 1990 | Fenerbahçe Istanbul | Fenerbahçe Stadı, Istanbul | 2:5 (2:4) | 1:0 Çolak (24.), 2:4 Çolak (45.)                     | Prekazi (67.)                     |
| 12. August 1990 | Beşiktaş Istanbul   | İnönü Stadı, Istanbul      | 3:3 (1:2) | 1:0 Alkılıç (11.), 2:2 Önal (67.), 3:3 Prekazi (77.) | Y. Çolak (59.)                    |

## Statistiken

### Teamstatistik
| Wettbewerb     | Punkte | daheim | daheim | daheim | daheim | daheim | auswärts | auswärts | auswärts | auswärts | auswärts | Gesamt | Gesamt | Gesamt | Gesamt | Gesamt | Tordifferenz |
| Wettbewerb     | Punkte | Sp     | G      | U      | N      | TV     | Sp       | G        | U        | N        | TV       | Sp     | G      | U      | N      | TV     | Tordifferenz |
| -------------- | ------ | ------ | ------ | ------ | ------ | ------ | -------- | -------- | -------- | -------- | -------- | ------ | ------ | ------ | ------ | ------ | ------------ |
| 1. Lig         | 64     | 15     | 11     | 2      | 1      | 43:17  | 15       | 8        | 4        | 3        | 20:14    | 30     | 19     | 7      | 4      | 63:31  | +32          |
| Türkiye Kupası | –      | 1      | 1      | 0      | 0      | 2:1    | 3        | 2        | 1        | 0        | 6:3      | 4      | 3      | 1      | 0      | 8:4    | +4           |
| Gesamt         | 64     | 16     | 12     | 2      | 1      | 45:18  | 18       | 10       | 5        | 3        | 26:17    | 34     | 22     | 8      | 4      | 71:35  | +36          |

### Saisonverlauf
| Spieltag | 1 | 2 | 3 | 4 | 5 | 6 | 7 | 8 | 9 | 10 | 11 | 12 | 13 | 14 | 15 | 16 | 17 | 18 | 19 | 20 | 21 | 22 | 23 | 24 | 25 | 26 | 27 | 28 | 29 | 30 |
| -------- | - | - | - | - | - | - | - | - | - | -- | -- | -- | -- | -- | -- | -- | -- | -- | -- | -- | -- | -- | -- | -- | -- | -- | -- | -- | -- | -- |
| Spielort | H | A | H | A | H | A | H | A | H | A  | H  | A  | A  | H  | A  | A  | H  | A  | H  | A  | H  | A  | H  | A  | H  | A  | H  | H  | A  | H  |
| Resultat | U | S | S | S | S | N | S | S | S | U  | S  | U  | S  | S  | S  | N  | U  | U  | U  | U  | S  | S  | S  | S  | S  | S  | N  | S  | N  | S  |
| Platz    | 8 | 6 | 4 | 2 | 2 | 2 | 2 | 1 | 1 | 1  | 1  | 1  | 1  | 1  | 1  | 1  | 2  | 2  | 3  | 3  | 3  | 3  | 2  | 2  | 2  | 2  | 2  | 2  | 2  | 2  |

Quelle: https://www.weltfussball.de/spielplan/tur-sueperlig-1990-1991
Legende: Spielort: H = Heim; A = Auswärts. Resultat: S = Sieg; U = Unentschieden; N = Niederlage

### Spielerstatistiken
| Spieler            | 1. Lig   | 1. Lig | 1. Lig      | 1. Lig     | Türkiye Kupası | Türkiye Kupası | Türkiye Kupası | Türkiye Kupası | Cumhurbaşkanlığı Kupası | Cumhurbaşkanlığı Kupası | Cumhurbaşkanlığı Kupası | Cumhurbaşkanlığı Kupası | TSYD Kupası | TSYD Kupası | TSYD Kupası | TSYD Kupası | Total    | Total | Total       | Total      |
| Spieler            | Einsätze | Tore   | Gelbe Karte | Rote Karte | Einsätze       | Tore           | Gelbe Karte    | Rote Karte     | Einsätze                | Tore                    | Gelbe Karte             | Rote Karte              | Einsätze    | Tore        | Gelbe Karte | Rote Karte  | Einsätze | Tore  | Gelbe Karte | Rote Karte |
| ------------------ | -------- | ------ | ----------- | ---------- | -------------- | -------------- | -------------- | -------------- | ----------------------- | ----------------------- | ----------------------- | ----------------------- | ----------- | ----------- | ----------- | ----------- | -------- | ----- | ----------- | ---------- |
| Bülent Alkılıç     | 1        | 0      | 0           | 0          | 0              | 0              | 0              | 0              | 0                       | 0                       | 0                       | 0                       | 1           | 1           | 0           | 0           | 2        | 1     | 0           | 0          |
| Taner Alpak        | 5        | 0      | 0           | 0          | 0              | 0              | 0              | 0              | 0                       | 0                       | 0                       | 0                       | 0           | 0           | 0           | 0           | 5        | 0     | 0           | 0          |
| Talat Alptekin     | 0        | 0      | 0           | 0          | 0              | 0              | 0              | 0              | 0                       | 0                       | 0                       | 0                       | 1           | 0           | 0           | 0           | 1        | 0     | 0           | 0          |
| Muhammed Altıntaş  | 28       | 4      | 5           | 0          | 4              | 0              | 0              | 0              | 1                       | 0                       | 0                       | 0                       | 1           | 0           | 0           | 0           | 34       | 4     | 5           | 0          |
| Yusuf Altıntaş     | 23       | 0      | 6           | 1          | 3              | 1              | 2              | 0              | 1                       | 0                       | 1                       | 0                       | 1           | 0           | 0           | 0           | 28       | 1     | 9           | 1          |
| Ceylan Arıkan      | 0        | 0      | 0           | 0          | 0              | 0              | 0              | 0              | 0                       | 0                       | 0                       | 0                       | 1           | 0           | 0           | 0           | 1        | 0     | 0           | 0          |
| Nezih Ali Boloğlu  | 1        | 0      | 0           | 0          | 0              | 0              | 0              | 0              | 0                       | 0                       | 0                       | 0                       | 1           | 0           | 0           | 0           | 2        | 0     | 0           | 0          |
| Tanju Çolak        | 29       | 31     | 4           | 0          | 4              | 2              | 0              | 0              | 1                       | 0                       | 0                       | 0                       | 1           | 2           | 0           | 0           | 35       | 35    | 4           | 0          |
| Yücel Çolak        | 0        | 0      | 0           | 0          | 0              | 0              | 0              | 0              | 0                       | 0                       | 0                       | 0                       | 1           | 0           | 1           | 0           | 1        | 0     | 1           | 0          |
| Savaş Demiral      | 3        | 0      | 0           | 0          | 0              | 0              | 0              | 0              | 0                       | 0                       | 0                       | 0                       | 2           | 0           | 0           | 0           | 5        | 0     | 0           | 0          |
| Hayrettin Demirbaş | 29       | 0      | 0           | 0          | 4              | 0              | 0              | 0              | 1                       | 0                       | 0                       | 0                       | 1           | 0           | 0           | 0           | 35       | 0     | 0           | 0          |
| İsmail Demiriz     | 22       | 2      | 4           | 0          | 3              | 0              | 0              | 0              | 0                       | 0                       | 0                       | 0                       | 1           | 0           | 0           | 0           | 26       | 2     | 4           | 0          |
| Serhat Güller      | 0        | 0      | 0           | 0          | 0              | 0              | 0              | 0              | 0                       | 0                       | 0                       | 0                       | 1           | 0           | 0           | 0           | 1        | 0     | 0           | 0          |
| Tayfun Hut         | 18       | 0      | 1           | 0          | 1              | 0              | 0              | 0              | 0                       | 0                       | 0                       | 0                       | 2           | 0           | 0           | 0           | 21       | 0     | 1           | 0          |
| Tugay Kerimoğlu    | 13       | 0      | 1           | 0          | 2              | 1              | 1              | 0              | 1                       | 0                       | 0                       | 0                       | 1           | 0           | 0           | 0           | 17       | 1     | 2           | 0          |
| Erdal Keser        | 22       | 4      | 2           | 0          | 4              | 1              | 1              | 0              | 0                       | 0                       | 0                       | 0                       | 2           | 0           | 0           | 0           | 28       | 5     | 3           | 0          |
| Zekir Keskin       | 0        | 0      | 0           | 0          | 0              | 0              | 0              | 0              | 0                       | 0                       | 0                       | 0                       | 1           | 0           | 0           | 0           | 1        | 0     | 0           | 0          |
| Bülent Korkmaz     | 30       | 1      | 3           | 0          | 4              | 0              | 2              | 0              | 1                       | 0                       | 0                       | 0                       | 1           | 0           | 0           | 0           | 36       | 1     | 5           | 0          |
| Mert Korkmaz       | 0        | 0      | 0           | 0          | 0              | 0              | 0              | 0              | 0                       | 0                       | 0                       | 0                       | 0           | 0           | 0           | 0           | 0        | 0     | 0           | 0          |
| Roman Kosecki      | 14       | 4      | 3           | 0          | 3              | 0              | 2              | 0              | 1                       | 1                       | 1                       | 0                       | 0           | 0           | 0           | 0           | 18       | 5     | 6           | 0          |
| Erhan Önal         | 11       | 0      | 0           | 0          | 1              | 0              | 0              | 0              | 0                       | 0                       | 0                       | 0                       | 2           | 1           | 0           | 0           | 14       | 1     | 0           | 0          |
| Dževat Prekazi     | 24       | 3      | 2           | 0          | 4              | 1              | 0              | 0              | 1                       | 0                       | 1                       | 0                       | 2           | 1           | 1           | 0           | 31       | 5     | 4           | 0          |
| Iosif Rotariu      | 15       | 1      | 1           | 0          | 2              | 0              | 0              | 0              | 1                       | 0                       | 0                       | 0                       | 1           | 0           | 0           | 0           | 19       | 1     | 1           | 0          |
| Cüneyt Tanman      | 24       | 0      | 3           | 0          | 4              | 0              | 0              | 0              | 1                       | 0                       | 0                       | 0                       | 1           | 0           | 0           | 0           | 30       | 0     | 3           | 0          |
| Uğur Tütüneker     | 20       | 3      | 1           | 0          | 3              | 2              | 1              | 0              | 1                       | 0                       | 0                       | 0                       | 1           | 0           | 0           | 0           | 25       | 5     | 2           | 0          |
| Hasan Vezir        | 22       | 5      | 0           | 0          | 1              | 0              | 0              | 0              | 0                       | 0                       | 0                       | 0                       | 1           | 0           | 0           | 0           | 24       | 5     | 0           | 0          |
| Metin Yıldız       | 17       | 1      | 3           | 0          | 3              | 0              | 0              | 0              | 1                       | 0                       | 0                       | 0                       | 1           | 0           | 0           | 0           | 22       | 1     | 3           | 0          |
| Murat Yılmaz       | 0        | 0      | 0           | 0          | 0              | 0              | 0              | 0              | 0                       | 0                       | 0                       | 0                       | 0           | 0           | 0           | 0           | 0        | 0     | 0           | 0          |
| Mustafa Yücedağ    | 16       | 3      | 0           | 0          | 1              | 0              | 0              | 0              | 0                       | 0                       | 0                       | 0                       | 1           | 0           | 0           | 0           | 18       | 3     | 0           | 0          |